# Baseball-Bundesliga 1984
Die Baseball-Bundesliga 1984 war die erste Saison der neugebildeten Baseball-Bundesliga, nach der Unterbrechung des Ligabetriebs in den Jahren 1971 bis 1983. Die deutsche Meisterschaft konnte am Ende ungeschlagen die zweite Mannschaft der Mannheim Tornados erringen.

## Reguläre Saison
Die Baseball-Bundesliga bestand 1984 aus den noch heute bekannten Staffeln Nord und Süd, insgesamt gingen 11 Mannschaften aus 10 Vereinen an den Start. Die Mannheim Tornados boten zwei Mannschaften auf, von denen die Mannheim Tornados 2 die Meisterschaft erringen konnten.

### 1. Bundesliga Nord
Die 1. Bundesliga Nord bestand aus sechs Mannschaften, von denen die Hälfte allerdings außer Konkurrenz spielte. Um genügend Mannschaften für die Play-offs zusammenzubekommen, spielten die Geilenkirchen Panthers die Play-offs als Zweitplatzierter der regulären Saison allerdings dennoch an Setzplatz 4 mit. Wie in der Bundesliga Süd konnte auch in der Bundesliga Nord eine Stadt zwei Mannschaften stellen: Aus Köln kamen sowohl die Cardinals als auch die Dodgers.
Da nur drei Mannschaften nicht außer Konkurrenz mitspielten, war diesen Teams die Play-off-Teilnahme schon garantiert, es ging für diese Mannschaften also nur um die Ausgangssituation für die Play-offs.
Tabelle:
|    | Team                    | G  | V  | Pct. | GB |
| -- | ----------------------- | -- | -- | ---- | -- |
| 1. | Bonn Crusaders*         | 18 | 2  | .900 | 0  |
| 2. | Geilenkirchen Panthers* | 16 | 4  | .800 | 2  |
| 3. | Köln Dodgers            | 12 | 8  | .600 | 6  |
| 4. | Köln Cardinals          | 11 | 9  | .550 | 7  |
| 5. | Zülpich Eagles          | 3  | 17 | .150 | 15 |
| 6. | Düsseldorf AIS*         | 0  | 20 | .000 | 18 |

'* Team spielte außer Konkurrenz

### 1. Bundesliga Süd
Im Süden dominierten die Teams aus Mannheim: drei von fünf gemeldeten Teams kamen aus dieser Stadt und belegten dazu noch die ersten drei Plätze. Komplettiert wurde die Staffel mit Teams aus München und Filderstadt. Da nur fünf Teams an den Start gingen, konnten sich bis auf die Filderstadt Flyers alle Mannschaften für die Play-offs qualifizieren.
Tabelle:
|    | Team                | G  | V  | Pct.  | GB |
| -- | ------------------- | -- | -- | ----- | -- |
| 1. | Mannheim Tornados 2 | 16 | 0  | 1.000 | 0  |
| 2. | Mannheim Tornados 1 | 11 | 5  | .688  | 5  |
| 3. | Mannheim Amigos     | 8  | 8  | .500  | 8  |
| 4. | München Tigers      | 5  | 11 | .313  | 11 |
| 5. | Filderstadt Flyers  | 0  | 16 | .000  | 16 |

## Play-offs
Die Play-offs wurden soweit bekannt in einem Best-of-one-Format gespielt, d. h., dass jeweils nur ein Spiel über das Weiterkommen entschied. Aus unbekannten Gründen wurde nicht komplett über Kreuz gespielt, sondern die beiden Erstplatzierten jeder Staffel waren in derselben Turnierhälfte. Durch diese Konstellation kam es in den Halbfinalen zu zwei stadtinternen Duellen in Köln und Mannheim, in Mannheim wurde es sogar vereinsintern ausgespielt.
Deutscher Meister wurden schließlich nach einem 13:3-Finalerfolg die Mannheim Tornados 2 ungeschlagen mit 19 Siegen aus 19 Spielen aus regulärer Saison und Play-offs.

| Viertelfinale | Viertelfinale       | Viertelfinale       |    |                        | Halbfinale | Halbfinale | Halbfinale |  |  | Finale | Finale | Finale |
|               |                     |                     |    |                        |            |            |            |  |  |        |        |        |
| N1            | Köln Dodgers        | ?                   |    |                        |            |            |            |  |  |        |        |        |
| S4            | München Tigers      | ?                   |    |                        |            |            |            |  |  |        |        |        |
| S4            | München Tigers      | ?                   | N1 | Köln Dodgers           | ?          |            |            |  |  |        |        |        |
|               |                     |                     | N1 | Köln Dodgers           | ?          |            |            |  |  |        |        |        |
|               | N2                  | Köln Cardinals      | ?  |                        |            |            |            |  |  |        |        |        |
| S3            | N2                  | Köln Cardinals      | ?  | Mannheim Amigos        | ?          |            |            |  |  |        |        |        |
| S3            |                     |                     |    | Mannheim Amigos        | ?          |            |            |  |  |        |        |        |
| N2            | Köln Cardinals      | ?                   |    |                        |            |            |            |  |  |        |        |        |
| N2            | Köln Cardinals      | ?                   | N1 | Köln Dodgers           | 3          |            |            |  |  |        |        |        |
|               |                     |                     |    | Köln Dodgers           | 3          |            |            |  |  |        |        |        |
|               | S1                  | Mannheim Tornados 2 | 13 |                        |            |            |            |  |  |        |        |        |
| S2            | S1                  | Mannheim Tornados 2 | 13 | Mannheim Tornados 1    | ?          |            |            |  |  |        |        |        |
| S2            |                     |                     |    | Mannheim Tornados 1    | ?          |            |            |  |  |        |        |        |
| N3            | Zülpich Eagles      | ?                   |    |                        |            |            |            |  |  |        |        |        |
| N3            | Zülpich Eagles      | ?                   | S2 | Mannheim Tornados 1    | 2          |            |            |  |  |        |        |        |
|               |                     |                     | S2 | Mannheim Tornados 1    | 2          |            |            |  |  |        |        |        |
|               | S1                  | Mannheim Tornados 2 | 17 |                        |            |            |            |  |  |        |        |        |
| N4            | S1                  | Mannheim Tornados 2 | 17 | Geilenkirchen Panthers | ?          |            |            |  |  |        |        |        |
| N4            |                     |                     |    | Geilenkirchen Panthers | ?          |            |            |  |  |        |        |        |
| S1            | Mannheim Tornados 2 | ?                   |    |                        |            |            |            |  |  |        |        |        |